# Кир Буличов
Кир (Кір) Буличо́в (рос. Кир Булычёв) справжнє ім'я — Ігор Всеволодович Може́йко (*18 жовтня 1934, Москва — †5 вересня 2003, Москва) — радянський і російський письменник-фантаст, історик, перекладач, сходознавець, журналіст, кіносценарист.

## Біографія
Ігор Всеволодович Можейко народився 18 жовтня 1934 року в Москві. Після закінчення школи вступив до Московського державного інституту іноземних мов імені Моріса Тореза, який закінчив у 1957 році. Два роки працював у Бірмі перекладачем і кореспондентом інформагенції АПН.
У 1959 році повернувся до Москви і вступив до аспірантури Інституту сходознавства АН СРСР. Писав історико-географічні нариси для журналів «Вокруг света» і «Азия й Африка сегодня».
У 1962 році закінчив аспірантуру, з 1963 року працював в Інституті сходознавства АН СРСР, спеціалізуючись на історії Бірми. В 1965 році захистив кандидатську дисертацію по темі «Паганська держава (XI—XIII століття)», в 1981 році — докторську дисертацію по темі «Буддійська сангха й держава в Бірмі». Відомий працями з історії Південно-Східної Азії.
Перше оповідання — «Маунг Джо буде жити» — було опубліковано у 1961 році. Фантастику почав писати в 1965 році. Перше фантастичне оповідання — «Обов'язок гостинності» — було опубліковано як «переклад розповіді бірманського письменника Маун Сейн Джи». Перша збірка письменника — «Дива в Гуслярі» — опублікована в 1972 році. Наступні фантастичні твори публікувалися під псевдонімом рос. "Кирилл Булычев" — псевдонім був скомпонований з імені дружини й дошлюбного прізвища матері письменника. Згодом ім'я «Кирилл» стали писати скорочено — «Кир.», потім крапку прибрали. Інколи підписував твори як рос. "Кирилл Всеволодович Булычёв".
Своє справжнє ім'я письменник приховував до 1982 року, оскільки остерігався, що його звільнять з Інституту сходознавства, керівництво якого нібито вважало фантастику несерйозним заняттям.
А ще Кир Буличев написав серію книг про Алісу Селезньову, яка захоплює уяву читачів своїми фантастичними сюжетами та незабутніми персонажами. У цих книгах ми зустрічаємося з молодою та розумною дівчиною на ім’я Аліса, яка живе у далекому майбутньому, де подорожі в часі та космічні пригоди є звичайною справою. ( Серія книг про Алісу Селезньову )
Кир Буличов опублікував кілька десятків книг.
Також писав кіносценарії. Більш ніж двадцять з його творів було екранізовано.
У 1982 році став лауреатом Державної премії СРСР за сценарії до художнього фільму «Крізь терни до зірок» і повнометражного мультфільму «Таємниця третьої планети». Після вручення Державної премії стало відоме справжнє ім'я письменника, проте з інституту його не звільнили.
Лауреат премії фантастики «Аеліта-97».
Помер 5 вересня 2003 року, у віці 68 років. Похований у Москві на Міусському цвинтарі.
У 2004 році Кир Буличов посмертно став лауреатом шостої міжнародної премії в галузі фантастичної літератури імені Аркадія і Бориса Стругацьких («АБС-премія») в номінації «Критика і публіцистика», за серію нарисів «Пасербиця епохи».

## Українські переклади[1][2]
- Біла сукня Попелюшки
- Важка дитина
- Вибір
- День народження Аліси (Твір № 5 з циклу «Аліса Селезньова»)
- Дівчинка з землі (збірка)
- Дівчинка, з якою нічого не станеться (Твір № 1 з циклу «Аліса Селезньова»)
- Загадка Химери
- Казка про ріпу
- Коли б не Михайло…
- Коли вимерли динозаври?
- Корона професора Козаріна
- Можна попросити Ніну?
- Монументи Марса
- Освячення храму Ананда
- Острів іржавого лейтенанта (Твір № 3 з циклу «Аліса Селезньова»)
- Перший шар пам'яті
- Поділися зі мною…
- Подорож Аліси (Твір № 4 з циклу «Аліса Селезньова»)
- Половина життя (Твір № 3 з циклу «Доктор Павлиш»)
- Поломка на лінії
- Полонені астероїда (Твір № 8 з циклу «Аліса Селезньова»)
- Порожній будинок
- Про негарного біоформа
- Протест
- Селище. — Тернопіль: Навчальна книга Богдан, 2006. — 304 с.
- Снігуронька
- Сто років тому вперед (Твір № 7 з циклу «Аліса Селезньова»)
- Сто років тому вперед (збірка). — Київ: Веселка, 1987, 1991. — 421 с. (Переклад Євгена Литвиненка)
- Так починаються повені
- Такан для дітей Землі
- Терпіння і труд
- Хатинка (Твір № 2 з циклу «Доктор Павлиш»)
- Цікаве про тварин (дитячий нарис)
- Хокей Толі Гусєва
- Червоний олень — білий олень (Твір № 1 з циклу «Доктор Павлиш»)
- Чичако в Пустелі
- Я вас перший виявив!